# Пеньє (Каширський район)
Пеньє (рос. Пенье) — село у Каширському міському окрузі Московської області Російської Федерації

## Розташування
Село Пеньє входить до складу міського поселення Ожерельє, воно розташовано на схід від Ожерелья. Найближчі населені пункти, Ожерельє, селище Ожерельєвського плодолісорозплідника. Найближча залізнична станція Ожерельє.

## Населення
Станом на 2010 рік у селищі проживало 19 осіб.